# Walsura bonii
Walsura bonii är en tvåhjärtbladig växtart som beskrevs av Pellegrin. Walsura bonii ingår i släktet Walsura och familjen Meliaceae. Inga underarter finns listade i Catalogue of Life.